# Annat (Schottland)
Annat (Scots: An Annaid)  ist eine Siedlung am Loch Torridon in der Region Wester Ross in der schottischen Council Area Highland. Die nächstgelegene Ortschaft ist Torridon in etwa eineinhalb Kilometern Entfernung, durch den Ort verläuft die einspurige Straße A896.